# Виноградівка (Баштанський район)
Виногра́дівка (до 1946 року — Новий Данциг) — село в Україні, в Інгульській сільській громаді Баштанського району Миколаївської області. Населення становить 1388 осіб.

## Географія
Село Виноградівка розташоване за 37 км від обласного центру та 30 км від районного центру. Через село пролягає автошлях національного значення Н11.

## Історія
Село засноване у 1805 році, як колонія німців-переселенців зі Східної Померанії. Спочатку носило назву Новий Данциг. 
У 1946 році наказом Президії Верховної Ради Української РСР село Новий Данциг перейменовано у Виноградівку. 23 квітня 1947 року ліквідовано Виноградівську сільську раду та включено її територію до складу Мар'ївської сільської Ради.
12 червня 2020 року, відповідно з розпорядженням Кабінету Міністрів України № 719-р «Про визначення адміністративних центрів та затвердження територій територіальних громад Миколаївської області», село увійшло до складу Інгульської сільської громади.
17 липня 2020 року, в результаті адміністративно-територіальної реформи, село увійшло до складу новоутвореного Баштанського району.

## Населення
За переписом УРСР 1989 року чисельність наявного населення села становила 1246 осіб, з яких 524 чоловіки та 722 жінки.
За переписом населення України 2001 року в селі мешкала 1341 особа.

## Мова
Розподіл населення за рідною мовою за даними перепису 2001 року:
| Мова       | Відсоток |
| ---------- | -------- |
| українська | 77,67 %  |
| російська  | 6,99 %   |
| молдовська | 1,08 %   |
| вірменська | 0,79 %   |
| німецька   | 0,07 %   |
| інші       | 13,40 %  |